# Mindaugas Umaras
Mindaugas Umaras (russisch Миндаугас Ионович Умарас; * 1. Juli 1968 in Kaunas) ist ein ehemaliger litauischer Radrennfahrer und Olympiasieger im Radsport.

## Sportliche Laufbahn
Umaras war zunächst als Bahnradsportler in der Sowjetunion aktiv. Er startete für die sowjetische Nationalmannschaft. Umaras war Teilnehmer der Olympischen Sommerspiele 1988 in Seoul. Gemeinsam mit Wjatscheslaw Jekimow, Artūras Kasputis, Dmitri Neljubin und Gintautas Umaras gewann er die Goldmedaille in der Mannschaftsverfolgung. 1996 war er für Litauen Teilnehmer der Olympischen Sommerspiele in Atlanta. In der Mannschaftsverfolgung kam sein Team auf den 11. Rang. In der nationalen Meisterschaft in der Mannschaftsverfolgung in der Sowjetunion gewann er 1988 den Titel, 1990 wurde er Dritter.
Ab 1990 wandte er sich stärker dem Straßenradsport zu. 1991 gewann er das Etappenrennen Tour du Roussillon vor Artūras Kasputis und holte einen Etappensieg in Vuelta a Colombia (wie schon 1990). 1992 fuhr er eine Saison als Berufsfahrer im Radsportteam Manzana Postobón.

## Familiäres
Er ist der jüngere Bruder von Gintautas Umaras, der ebenfalls Radrennfahrer war.